# マルク・ラヴォワーヌ
マルク・ラヴォワーヌ（Marc Lavoine、1962年8月6日 - ）は、フランスの歌手、俳優。
1985年に最初のアルバム『Le Parking des Anges』をリリースした。
1995年5月26日にポーランド貴族ポニャトフスキ家の令嬢サラ・ポニアトウスキ（Sarah Poniatowski）とモロッコのマラケシュで結婚した。2人の間にはヤスミン（Yasmine）とロマン（Roman）の2子がいる。なお、この結婚は2回目で、前妻である人気モデル、ドゥニーズ・パスカルとの間にも1子シモンがいる。
現在、パリに住み、映画、テレビ出演と共に、多数のアルバムCDを出している。

## ディスコグラフィ

### アルバム
- Marc Lavoine (1985年、Avrep)
- Fabriqué (1987年、Avrep)
- Les Amours du Dimanche (1989年、Avrep)
- Paris (1991年、Avrep)
- Faux rêveur (1993年、Avrep)
- Lavoine Matic (1996年、Avrep)
- 7e Ciel (1999年、Avrep)
- Marc Lavoine (2001年、Mercury)
- L'Heure d'été (2005年、Mercury) ※ファム・クィンアインとデュエットのシャンソン「'J'espère」を含む

### ライブ・アルバム
- Live (1988年、Avrep)
- Olympia Deuxmilletrois (2003年、Mercury)

### コンピレーション
- C'est ça Lavoine: L'Essentiel (2001年、Avrep/RCA) ※1984年-1999年録音

## フィルモグラフィ

### 主な映画
- Frankenstein 90 (1984年／アラン・ジェシュア監督／VHS発売題「ピンク・フランケンシュタイン」)
- 『愛の地獄』L'Enfer（1994年／クロード・シャブロル監督)
- Fiesta (1995年／ピエール・ブトロン監督)
- 『君が、嘘をついた。』Les Menteurs (1995年／エリ・シュラキ監督)
- Cantique de la racaille (1998年／ヴァンサン・ラヴァレック監督)
- Le Double de ma moitié (1999年／イヴ・アムルー監督／TV5MONDE放映題「替え玉」)
- 『僕の妻はシャルロット・ゲンズブール』 Ma femme est une actrice (2001年／イヴァン・アタル監督)
- 『ギャンブル・プレイ』 The Good Thief (2002年／ニール・ジョーダン監督)
- Le Cœur des hommes (2003年／マルク・エスポジト監督／第11回フランス映画祭横浜2003上映題「ミドルエイジ協奏曲」) ＊セザール賞助演男優賞候補
- Toute la beauté du monde (2006年／マルク・エスポジト監督／第11回フランス映画祭横浜2006上映題「この世のすべての美しいもの」)
- Le Cœur des hommes 2 (2007年／マルク・エスポジト監督)
- Liberté (2009／トニー・ガトリフ監督)
- Les Meilleurs Amis du monde (2010年／ジュリアン・ランバルディ監督／TV5MONDE放映題「世界一の友だち」)
- 『虚空の鎮魂歌』Mains armées (2012年／ピエール・ジョリヴェ監督)
- Le Cœur des hommes 3 (2013年／マルク・エスポジト監督／TV5MONDE放映題「ミドルエイジ協奏曲3」)
- Papa Was Not a Rolling Stone (2014年／シルヴィー・オアヨン監督)
- Sous les jupes des filles (2015年／オドレイ・ダナ監督)

### 主なテレビ
- 『クロッシング・ライン〜ヨーロッパ特別捜査チーム〜』Crossing Lines (2013-2014／シーズン1とシーズン2)
- Ne m'abandonne pas (2016年／グザヴィエ・デュランジェ)

### 舞台
- カンダー&エッブ作《キャバレー》(1995年／ジェローム・サヴァリ演出／Théâtre Mogador／MC役)
- レオノール・コンフィノ Léonore Confino作 Le Poisson Belge (2015年／カトリーヌ・ショーブ Catherine Schaub／La Pépinière-Théâtre)